# Fernand Delmotte
Fernand Louis Delmotte (Jeumont, 24 juli 1920 - Lessen, 4 juni 1998) was een Belgisch politicus, burgemeester en minister voor de PSB.

## Levensloop
Delmotte vocht als gemobiliseerde mee in de Achttiendaagse Veldtocht van mei 1940. Hij slaagde erin om te ontsnappen uit Duitse krijgsgevangenschap en ging daarna als monteur en mechanisch technicus aan de slag in de elektrische centrale van Twee-Akren. Na zijn ontslag daar werd hij technisch bediende bij het energiebedrijf Intercom. 
Delmotte, socialistisch, syndicaal en Waalsgezind militant, werd in 1962 regionaal verantwoordelijke bij de drukkingsgroep Mouvement populaire wallon. Hetzelfde jaar werd hem aangeboden om Jacques Yerna op te volgen als secretaris-generaal van Gazelco, de centrale van de ACOD voor de gas- en de elektriciteitssector, maar hij weigerde en koos voor een politieke loopbaan.
Voor de PSB werd hij in oktober 1958 verkozen tot gemeenteraadslid van Lessen. Begin 1959 werd hij er burgemeester, een functie die hij tot eind 1994 bekleedde, de hele tijd aan het hoofd van een absolute meerderheid. In 1994 wilde hij opnieuw de socialistische lijst trekken in Lessen, maar hij kreeg van zijn partij geen uitzondering op de leeftijdsgrens en werd in de plaats daarvan lijstduwer. Hij werd vanuit deze positie herkozen en werd begin 1995 nog eerste schepen van de gemeente. Hij bleef aan tot aan zijn 75ste verjaardag in september 1995 en bleef daarna nog tot aan zijn overlijden in juni 1998 in de gemeenteraad zetelen.
In november 1962 werd Fernand Delmotte eveneens actief in de nationale politiek. Hij volgde toen de overleden Fernand Vinet op in de Senaat, als rechtstreeks gekozen senator voor het arrondissement Bergen-Zinnik. Hij werd in die hoedanigheid telkens herkozen, tot hij in 1985 een punt achter zijn parlementaire loopbaan zette. Van 1979 tot 1985 was hij in de Senaat fractievoorzitter voor de PS. Als gevolg van de toen bestaande dubbelmandaten zetelde hij tijdens zijn parlementaire carrière eveneens in de Cultuurraad voor de Franse Cultuurgemeenschap (1971-1980), de voorlopige Waalse Gewestraad (1974-1977) en de Raad van de Franse Gemeenschap en de Waalse Gewestraad (1980-1985).
In 1967 zat Delmotte het achtste congres van de Waalse socialisten voor. Een jaar later werd hij in de regering-G. Eyskens IV staatssecretaris voor Waalse Streekeconomie. Hij was de eerste om deze functie uit te oefenen en was met name belast met de reconversie van de Waalse economie. In oktober 1971 installeerde hij als staatssecretaris de Gewestelijke Economische Raad van Wallonië. Van 1972 tot 1973 was Delmotte in de regering-G. Eyskens V nog minister van Verkeerswezen.
Van 1973 tot 1982 zetelde hij eveneens in het Europees Parlement, vanaf 1979 als rechtstreeks gekozene. In 1982 nam hij ontslag uit deze assemblee ten voordele van Raymonde Dury. Daarnaast was Delmotte voorzitter van de intercommunale IEGSP, voor de studie en het beheer van openbare diensten met een industrieel of commercieel karakter, die in 1989 opging in IGRETEC, waarvan hij beheerder werd, alsook voorzitter van de intercommunales SIDEHO (voor economische ontwikkeling en ruimtelijke ordening) en IPALLE (voor omgevingsbeheer).